# Edward Howard (2e comte de Carlisle)
Pour les articles homonymes, voir Howard.
Edward Howard, 2e Comte de Carlisle (27 novembre 1646 – 23 avril 1692), connu comme vicomte de Morpeth de 1661 à 1685, est un homme politique anglais du parti Whig.

## Biographie
Il est le fils aîné de Charles Howard (1er comte de Carlisle), et sa femme, Anne, fille de Edward Howard (1er baron Howard d'Escrick). Il est élu à la Chambre des Communes pour Morpeth en 1666, un siège qu'il occupe jusqu'en 1679, puis représente Cumberland de 1679 à 1681 et Carlisle de 1681 à 1685. L'année suivante il succède à son père dans le comté et entre à la Chambre des lords. Il est également comme gouverneur de Carlisle, entre 1679 et 1687.
Lord Carlisle épouse Elisabeth, fille de William Uvedale, en 1668. Il est décédé en avril 1692, à l'âge de 45 ans, et est remplacé par son fils Charles. Son épouse est morte en 1696.